# Szerb férfi kézilabda-válogatott
A szerb férfi kézilabda-válogatott Szerbia nemzeti csapata, melyet a Szerb Kézilabda-szövetség (szerbül: 	Рукометни савез Србије, magyar átírásban:Rukometni Szavez Szrbije) irányít.
Egészen 1991-ig a Jugoszláv Szocialista Szövetségi Köztársaság tagjaként szerepelt a nemzetközi tornákon. Ezután egészen 2003-ig a Jugoszláv Szövetségi Köztársaság, majd 2006 márciusáig Szerbia és Montenegró néven futott a válogatott. Miután Montenegró kivált, az IHF Szerbia és Montenegró nemzeti kézilabda-válogatottjának utódjául Szerbia csapatát ismeri el és annak eredményeit nála tartja számon. 1991 és 1995 között a délszláv válogatott nem vehetett részt a nemzetközi tornákon az országot sújtó szankciók miatt.

## Eredmények nemzetközi tornákon
Az 1991-es kiválást követően a Szerb kézilabda-válogatott legjelentősebb sikerei: A hazai rendezésű 2012-es Európa-bajnokságon megnyert ezüstérem, az 1996-os Európa-bajnokságon és az 1999-es valamint a 2001-es világbajnokságon szerzett bronzérmek illetve egy 4. hely a 2000. évi nyári olimpiai játékokon.

## Érmek
Világbajnokság
- Bronz : 1999
- Bronz : 2001

Európa-bajnokság
- Ezüst : 2012
- Bronz : 1996

Nyári olimpiai játékok
- Még nem szereztek érmet. Legjobb helyezésük egy 4. hely a 2000. évi nyári olimpiai játékokon

## A válogatott helyezései a nemzetközi tornákon

### Világbajnokság
| Év       | Forduló       | Helyezés | M  | Gy | D | V  | G+   | G-   |
| -------- | ------------- | -------- | -- | -- | - | -- | ---- | ---- |
| 1993     | Nem jutott ki | –        | –  | –  | – | –  | –    | –    |
| 1995     | Nem jutott ki | –        | –  | –  | – | –  | –    | –    |
| 1997     | Nyolcaddöntő  | 9.       | 6  | 4  | 0 | 2  | 162  | 149  |
| 1999     | Elődöntő      | 3.       | 9  | 6  | 1 | 2  | 257  | 211  |
| 2001     | Elődöntő      | 3.       | 9  | 7  | 0 | 2  | 252  | 178  |
| 2003     | Helyosztó     | 8.       | 9  | 6  | 1 | 2  | 263  | 228  |
| 2005     | Helyosztó     | 5.       | 9  | 5  | 2 | 2  | 253  | 221  |
| 2007     | Nem jutott ki | –        | –  | –  | – | –  | –    | –    |
| 2009     | Helyosztó     | 8.       | 9  | 4  | 0 | 5  | 280  | 281  |
| 2011     | Helyosztó     | 10.      | 9  | 3  | 1 | 5  | 246  | 251  |
| 2013     | Nyolcaddöntő  | 10.      | 6  | 3  | 0 | 3  | 170  | 159  |
| 2015     | Nem jutott ki | –        | –  | –  | – | –  | –    | –    |
| 2017     | Nem jutott ki | –        | –  | –  | – | –  | –    | –    |
| 2019     | Elnöki kupa   | 18.      | 7  | 2  | 1 | 4  | 187  | 203  |
| 2023     | Középdöntő    | 11.      | 6  | 4  | 0 | 2  | 191  | 168  |
| Összesen | 10/16         |          | 79 | 43 | 7 | 29 | 2263 | 2062 |

### Európa-bajnokság
| Év       | Forduló       | Helyezés | M  | Gy | D | V  | G+   | G-   |
| -------- | ------------- | -------- | -- | -- | - | -- | ---- | ---- |
| 1994     | Nem jutott ki | –        | –  | –  | – | –  | –    | –    |
| 1996     | Elődöntő      | 3.       | 7  | 5  | 1 | 1  | 166  | 162  |
| 1998     | Csoportkör    | 5.       | 6  | 4  | 0 | 2  | 159  | 145  |
| 2000     | Nem jutott ki | –        | –  | –  | – | –  | –    | –    |
| 2002     | Középdöntő    | 10.      | 6  | 2  | 1 | 3  | 160  | 161  |
| 2004     | Középdöntő    | 8.       | 6  | 2  | 1 | 3  | 162  | 164  |
| 2006     | Csoportkör    | 9.       | 6  | 2  | 0 | 4  | 161  | 177  |
| 2008     | Nem jutott ki | –        | –  | –  | – | –  | –    | –    |
| 2010     | Csoportkör    | 13.      | 3  | 0  | 1 | 2  | 83   | 94   |
| 2012     | Döntő         | 2.       | 8  | 4  | 2 | 2  | 176  | 168  |
| 2014     | Csoportkör    | 13.      | 3  | 1  | 0 | 2  | 73   | 77   |
| 2016     | Csoportkör    | 15.      | 3  | 0  | 1 | 2  | 81   | 92   |
| 2018     | Középdöntő    | 12.      | 6  | 1  | 0 | 5  | 160  | 191  |
| 2020     | Csoportkör    | 20.      | 3  | 0  | 0 | 3  | 72   | 81   |
| 2022     | Csoportkör    | 14.      | 3  | 1  | 0 | 2  | 76   | 75   |
| 2024     | Csoportkör    | 19.      | 3  | 0  | 1 | 2  | 83   | 85   |
| Összesen | 13/18         |          | 64 | 23 | 8 | 33 | 1656 | 1707 |

### Olimpia
| Év   | Forduló       | Helyezés | M | Gy | D | V | G+  | G-  |
| ---- | ------------- | -------- | - | -- | - | - | --- | --- |
| 2000 | Elődöntő      | 4        | 8 | 4  | 0 | 4 | 204 | 203 |
| 2012 | Csoportkör    | 9        | 5 | 1  | 0 | 4 | 120 | 131 |
| 2016 | Nem jutott ki | –        | – | –  | – | – | –   | –   |

## A válogatott edzői
A szerb (illetve szerb-montenegrói és jugoszláv) férfi kézilabda-válogatott eddigi szövetségi kapitányai.
| Időszak                   | Név                           |
| ------------------------- | ----------------------------- |
| 2000                      | Veselin Vujović               |
| 2000–2001                 | Branislav Pokrajac            |
| 2001–2002                 | Zoran Živković                |
| 2002–2003                 | Zoran Kurteš                  |
| 2003–2006                 | Veselin Vujović               |
| 2006–2009                 | Jovica Cvetković              |
| 2009–2010                 | Sead Hasanefendić             |
| 2010–2013. május 21.      | Veselin Vujović               |
| 2013. május 24. – 2013    | Ljubomir Vranjes              |
| 2013 – 2014               | Vladan Matić                  |
| 2014 – 2016               | Dejan Perić                   |
| 2016 – 2018               | Jovica Cvetković              |
| 2018. – 2020. február 18. | Nenad Peruničić               |
| 2020 – 2024               | Antoni Gerona                 |
| 2024                      | Boris Rojević                 |
| 2025                      | Dalibor Cutura (ideiglenesen) |
| 2025–                     | Raúl González                 |

## Külső hivatkozások
- A szerb Kézilabda-szövetség honlapja